# Phlyctis argena
Phlyctis argena ist eine in Mitteleuropa häufige Krustenflechtenart, die hauptsächlich auf Borke wächst.

## Beschreibung
Der weißliche bis graue, meist dünnkrustige Thallus (zum deutlich begrenzten Rand oft heller werdend) bricht gegen die Lagermitte unregelmäßig großflächig körnig-sorediös auf. Apothecien sind sehr selten (dann schwarz, weiß bereift und eingesenkt, bis 0,4 mm im Durchmesser). Die Photobionten gehören den Grünalgenarten Myrmecia reticulata Tscherm.-Woess 1951 sowie Dictyochloropsis splendida an.

## Verbreitung
Phlyctis argena ist wahrscheinlich weltweit verbreitet, so in Bayern, in Skandinavien, der Türkei, auf den Azoren, in Nordamerika oder Malaysia. Sie weist eine breite ökologische Amplitude auf und wächst bevorzugt auf glatter bis rissiger Rinde von Laubbäumen, zuweilen auf Nadelholz, selten auch auf Silikatgestein.

## Pharmakologische Aktivität
Extrakten aus Phlyctis argena werden aufgrund ihrer antimikrobiellen, entzündungshemmenden und antioxidativen Eigenschaften günstige pharmakologische Wirkungen zur Behandlung von Hautkrankheiten, Fieber, Geschwüren und Diabetes sowie Verdauungsproblemen zugeschrieben.